# The Spin Off
The Spin Off (1975–2020: Sportswear International) ist eine englischsprachige Fachzeitschrift, die sich vor allem mit Denim, Sportbekleidung und Mode beschäftigt. Sie wird vom Deutschen Fachverlag mit Sitz in Frankfurt am Main als Nachrichtenportal herausgegeben.

## Geschichte
Sportswear International wurde 1975 als Fachzeitschrift für den europäischen Casual-Fashion und Denim-Markt gegründet. Nur fünf Jahre später wurde zusätzlich eine Ausgabe ins Leben gerufen, die ausschließlich für den nordamerikanischen Markt bestimmt war. 2002 wurden beide Magazine zu einer globalen Ausgabe zusammengelegt und als internationales Magazin weltweit vertrieben.
Im Januar 2021 benannte sich die Zeitschrift in The Spin Off (Eigenschreibweise The SPIN OFF) um. Damit einhergehend sollte der Fokus der Zeitschrift mehr auf Nachhaltigkeit gelegt werden. Außerdem erschien die Zeitschrift in diesem Jahr nur noch viermal statt sechsmal jährlich, gedruckt und als elektronische Zeitschrift. Seit 2022 ist The Spin Off eine reine Internet-Zeitung.